# PPP1CC
PPP1CC (англ. Protein phosphatase 1 catalytic subunit gamma) – білок, який кодується однойменним геном, розташованим у людей на короткому плечі 12-ї хромосоми. Довжина поліпептидного ланцюга білка становить 323 амінокислот, а молекулярна маса — 36 984.
| 10         |  | 20         |  | 30         |  | 40         |  | 50         |
| ---------- |  | ---------- |  | ---------- |  | ---------- |  | ---------- |
| MADLDKLNID |  | SIIQRLLEVR |  | GSKPGKNVQL |  | QENEIRGLCL |  | KSREIFLSQP |
| ILLELEAPLK |  | ICGDIHGQYY |  | DLLRLFEYGG |  | FPPESNYLFL |  | GDYVDRGKQS |
| LETICLLLAY |  | KIKYPENFFL |  | LRGNHECASI |  | NRIYGFYDEC |  | KRRYNIKLWK |
| TFTDCFNCLP |  | IAAIVDEKIF |  | CCHGGLSPDL |  | QSMEQIRRIM |  | RPTDVPDQGL |
| LCDLLWSDPD |  | KDVLGWGEND |  | RGVSFTFGAE |  | VVAKFLHKHD |  | LDLICRAHQV |
| VEDGYEFFAK |  | RQLVTLFSAP |  | NYCGEFDNAG |  | AMMSVDETLM |  | CSFQILKPAE |
| KKKPNATRPV |  | TPPRGMITKQ |  | AKK        |  |            |  |            |

A: Аланін

C: Цистеїн

D: Аспарагінова кислота

E: Глутамінова кислота

F: Фенілаланін

G: Гліцин

H: Гістидин

I: Ізолейцин

K: Лізин

L: Лейцин

M: Метіонін

N: Аспарагін

P: Пролін

Q: Глутамін

R: Аргінін

S: Серин

T: Треонін

V: Валін

W: Триптофан

Кодований геном білок за функціями належить до гідролаз, протеїн-фосфатаз. 
Задіяний у таких біологічних процесах як клітинний цикл, поділ клітини, біологічні ритми, вуглеводний обмін, метаболізм глікогену. 
Білок має сайт для зв'язування з іонами металів, іоном марганцю. 
Локалізований у цитоплазмі, ядрі, мітохондрії, хромосомах, центромерах, кінетохорі.